# Caroline Attia
Caroline Attia (ur. 4 lipca 1960 w Paryżu) – francuska narciarka alpejska.

## Kariera
W zawodach Pucharu Świata zadebiutowała 15 grudnia 1976 roku w Cortina d’Ampezzo, gdzie została zdyskwalifikowana w gigancie. Pierwsze punkty wywalczyła 9 grudnia 1978 roku w Piancavallo, gdzie zajęła dziewiąte miejsce w tej samej konkurencji. Na podium zawodów tego cyklu pierwszy raz stanęła 4 lutego 1979 roku w Pfronten, kończąc rywalizację w zjeździe na drugiej pozycji. W zawodach tych rozdzieliła Cindy Nelson z USA i Irene Epple z RFN. W kolejnych startach jeszcze cztery razy stawała na podium, za każdym razem w zjeździe: 15 grudnia 1982 roku w San Sicario wygrała, a 14 stycznia 1983 roku w Schruns, 22 stycznia 1983 roku w Megève i 7 grudnia 1983 roku w Val d’Isère zajmowała trzecie miejsce. W sezonie 1982/1983 zajęła 21. miejsce w klasyfikacji generalnej, a w klasyfikacji zjazdu była czwarta.
Wystartowała w zjeździe na igrzyskach olimpijskich w Lake Placid w 1980 roku, ale nie ukończyła rywalizacji. Podczas rozgrywanych cztery lata później igrzysk w Sarajewie w tej samej konkurencji zajęła piętnastą pozycję. Zajęła też między innymi 21. miejsce w swej koronnej konkurencji na mistrzostwach świata w Garmisch-Partenkirchen w 1978 roku.

## Osiągnięcia

### Igrzyska olimpijskie
| Miejsce | Dzień     | Rok  | Miejscowość | Konkurencja | Czas biegu | Strata | Zwyciężczyni          |
| ------- | --------- | ---- | ----------- | ----------- | ---------- | ------ | --------------------- |
| DNF     | 17 lutego | 1980 | Lake Placid | Zjazd       | 1:37,52    | +3,19  | Annemarie Moser-Pröll |
| 15.     | 16 lutego | 1984 | Sarajewo    | Zjazd       | 1:13,36    | +1,68  | Michela Figini        |

### Mistrzostwa świata
| Miejsce | Dzień     | Rok  | Miejscowość            | Konkurencja | Czas biegu | Strata | Zwyciężczyni          |
| ------- | --------- | ---- | ---------------------- | ----------- | ---------- | ------ | --------------------- |
| 21.     | 1 lutego  | 1978 | Garmisch-Partenkirchen | Zjazd       | 1:48,31    | +6,17  | Annemarie Moser-Pröll |
| DNF     | 17 lutego | 1980 | Lake Placid            | Zjazd       | 1:37,52    | +3,19  | Annemarie Moser-Pröll |
| 22.     | 3 lutego  | 1985 | Bormio                 | Zjazd       | 1:26,96    | +3,88  | Michela Figini        |

### Puchar Świata

#### Miejsca w klasyfikacji generalnej
- sezon 1978/1979: 28.
- sezon 1979/1980: 38.
- sezon 1980/1981: 44.
- sezon 1982/1983: 21.
- sezon 1983/1984: 55.
- sezon 1984/1985: 53.

#### Miejsca na podium
1. Pfronten – 4 lutego 1979 (zjazd) – 2. miejsce
2. San Sicario – 15 grudnia 1982 (zjazd) – 1. miejsce
3. Schruns – 14 stycznia 1983 (zjazd) – 3. miejsce
4. Megève – 22 stycznia 1983 (zjazd) – 3. miejsce
5. Val d’Isère – 7 grudnia 1983 (zjazd) – 3. miejsce